# Ralf Kettemann
Ralf Kettemann (* 20. August 1986 in Crailsheim) ist ein deutscher Fußballtrainer und ehemaliger -spieler. Er ist Cheftrainer des SC Paderborn 07.

## Karriere
In der Jugend spielte Kettemann beim TSV Goldbach und dem TSV Crailsheim, ehe er für das zweite A-Jugend-Jahr 2004 zum SSV Ulm 1846 in die A-Junioren-Bundesliga wechselte. Im Sommer 2005 kehrte er wieder zum TSV Crailsheim in die Oberliga Baden-Württemberg zurück. 2007 schloss er sich der zweiten Mannschaft der SpVgg Greuther Fürth in der Oberliga Bayern an und trainierte gelegentlich bei der Zweitliga-Mannschaft unter Trainer Bruno Labbadia mit.
Zur Saison 2008/09 verpflichtete ihn der Drittligist Stuttgarter Kickers. Sein Profidebüt in der Dritten Liga gab Kettemann daraufhin am 2. August 2008, als er bei der 0:2-Heimniederlage der Kickers gegen Fortuna Düsseldorf in der 72. Minute eingewechselt wurde. 
Im Sommer 2009 schloss er sich dem VfR Aalen an, der ebenso wie die Kickers in die Regionalliga Süd abgestiegen war. Gleich in seiner ersten Saison erreichte er mit dem Verein den Wiederaufstieg zurück in die Dritte Liga und gewann den WFV-Pokal. Außerdem wurde sein Treffer zum 1:0 im Heimspiel gegen den KSV Hessen Kassel am 8. Mai 2010 (Endstand: 2:0) von der ARD-Sportschau für die Wahl zum Tor des Monats nominiert. In der folgenden Saison 2010/11 setzte er sich bei dem Drittligisten als Stammspieler durch.
Aufgrund mehrerer Verletzungen gab Kettemann nach Ablauf der Saison 2010/11 im Mai 2011 bekannt, dass er seine Profilaufbahn beende, um stattdessen ein Lehramtsstudium zu beginnen. Er wechselte daraufhin in den Amateurbereich zum Bezirksligisten TSV Ilshofen, den er neben seinem Englisch- und Sportstudium an der Julius-Maximilians-Universität Würzburg als Spielertrainer trainierte. 2013 erreichte er mit dem Verein die Bezirksliga-Meisterschaft und stieg in die Landesliga auf. 2015 folgte der Aufstieg in die Verbandsliga, an dem Kettemann mit 19 Saisontoren Anteil hatte, und 2018 ein weiterer Aufstieg in die Oberliga Baden-Württemberg. In der Oberliga konnte daraufhin 2019 der Klassenerhalt erreicht werden.
Im Sommer 2019 verließ er die Ilshofener und schloss sich der TSG 1899 Hoffenheim an, wo er Co-Trainer der zweiten Mannschaft in der Regionalliga wurde. Seine Tätigkeit dort endete nach einem Jahr im Sommer 2020, als er seinen auslaufenden Vertrag nicht verlängerte.
Im März 2021 gab der Karlsruher SC bekannt, dass Kettemann im Juli 2021 neuer Trainer der U19 des Vereins in der A-Junioren-Bundesliga wird.
Zur Saison 2025/26 wurde Kettemann als Nachfolger von Lukas Kwasniok neuer Cheftrainer des Zweitligisten SC Paderborn 07.